# 796

## Události
- byzantský císař Konstantin VI. vyvolal další válku s Bulharskem, když přestal platit tribut
- syn Karla I. Velikého Pipin zlomil definitivně pozici nomádských Avarů, čímž mimo jiné usnadnil průnik křesťanských misionářů do Čech a na Moravu.

#### Probíhající události
- 772–804: Saské války

## Úmrtí
- 26. července nebo 29. července – Offa z Mercie, panovník království Mercie

## Hlava státu
- Papež – Lev III. (795–816)
- Byzantská říše – Konstantin VI. (780–797)
- Franská říše – Karel I. Veliký (768–814)
- Anglie
  - Wessex – Beorhtric
  - Essex – Sigeric
  - Mercie – Offa (757–796) » Ecgfrith (červenec–prosinec) » Coenwulf (796–821)
  - Kent – Offa (785–796)
- První bulharská říše – Kardam